# Szukając Vivian Maier
Szukając Vivian Maier (ang. Finding Vivian Maier) – amerykański film dokumentalny z 2013 roku w reżyserii Johna Maloofa i Charliego Siskela. Obraz był nominowany do Oscara za najlepszy pełnometrażowy film dokumentalny.

## Fabuła
Film opowiada prawdziwą historię Vivian Maier amerykańskiej fotografki ulicznej, która urodziła się w Nowym Jorku, ale większość swojego dzieciństwa spędziła we Francji. Po powrocie do Stanów Zjednoczonych, pracowała przez około czterdzieści lat jako opiekunka w Chicago, w stanie Illinois. W ciągu tych lat wykonała ponad 100 tysięcy zdjęć, przede wszystkim ludzi i różnych miejsc w Chicago. Po jej śmierci odkryto niewywołane negatywy fotografii. Pośmiertnie Maier z dnia na dzień została uznana przez krytyków za jedną z najważniejszych artystek XX wieku, a jej prace wystawiane były w galeriach całego świata.